# Eemmeer
Eemmeer je jezero smješteno u središnjoj Nizozemskoj između pokrajina Flevoland, Utrecht i Sjeverna Holandija. Površine je 13.4 km2 i sadrži jedan mali otok, niz. Dode Hond – Mrtav pas. Eemmeer je jedno u nizu graničnih jezera koja se koriste za geohidrološko odvajanje niskih poldera Flevolanda od višeg starog kopna. Eemmeer je povezan s graničnim jezerima Gooimeer na zapadu, na mjestu gdje oba jezera prelazi most na autocesti A27, i Nijkerkernauw na istoku.
Eemmeer i južna obala susjednog jezera Gooimeer pripadaju ekološkoj mreža zaštićenih područja Natura 2000.

## Vanjske poveznice
|  | Zajednički poslužitelj ima još gradiva o temi Eemmeer |

- (niz.) Actuele informatie - Rijkswaterstaat